# 977 p.n.e.
| [ Edytuj tabelę ]   |                                                                 |
| Król Asyrii         | - 1013 p.n.e. Aszur-rabi II 972 p.n.e.                          |
| Król Aten           | - 993 p.n.e. Tersippos 952 p.n.e.                               |
| Władca Chin         | - 996 p.n.e. Zhaowang 977 p.n.e. - 977 p.n.e. Muwang 922 p.n.e. |
| Władca Egiptu       | - 979 p.n.e. Siamon 960 p.n.e.                                  |
| Król Judy i Izraela | - 1010 p.n.e. Dawid 970 p.n.e.                                  |

Rok 977 p.n.e.
stulecia: XI wiek p.n.e. ~
X wiek p.n.e. ~
IX wiek p.n.e.

lata: 987 p.n.e. «
981 p.n.e. «
980 p.n.e. «
979 p.n.e. «
978 p.n.e. «
977 p.n.e. »
976 p.n.e. »
975 p.n.e. »
974 p.n.e. »
973 p.n.e. »
967 p.n.e.

## Wydarzenia
Azja
- Państwo Chu uderzyło na Chiny dynastii Zhou, w odpowiedzi na wcześniejszą kampanię Zhou w kierunku południowym.

## Zmarli
- Zhaowang, chiński władca; zginął w czasie przeprawy przez rzekę Han Shui